# Jestřábí oko

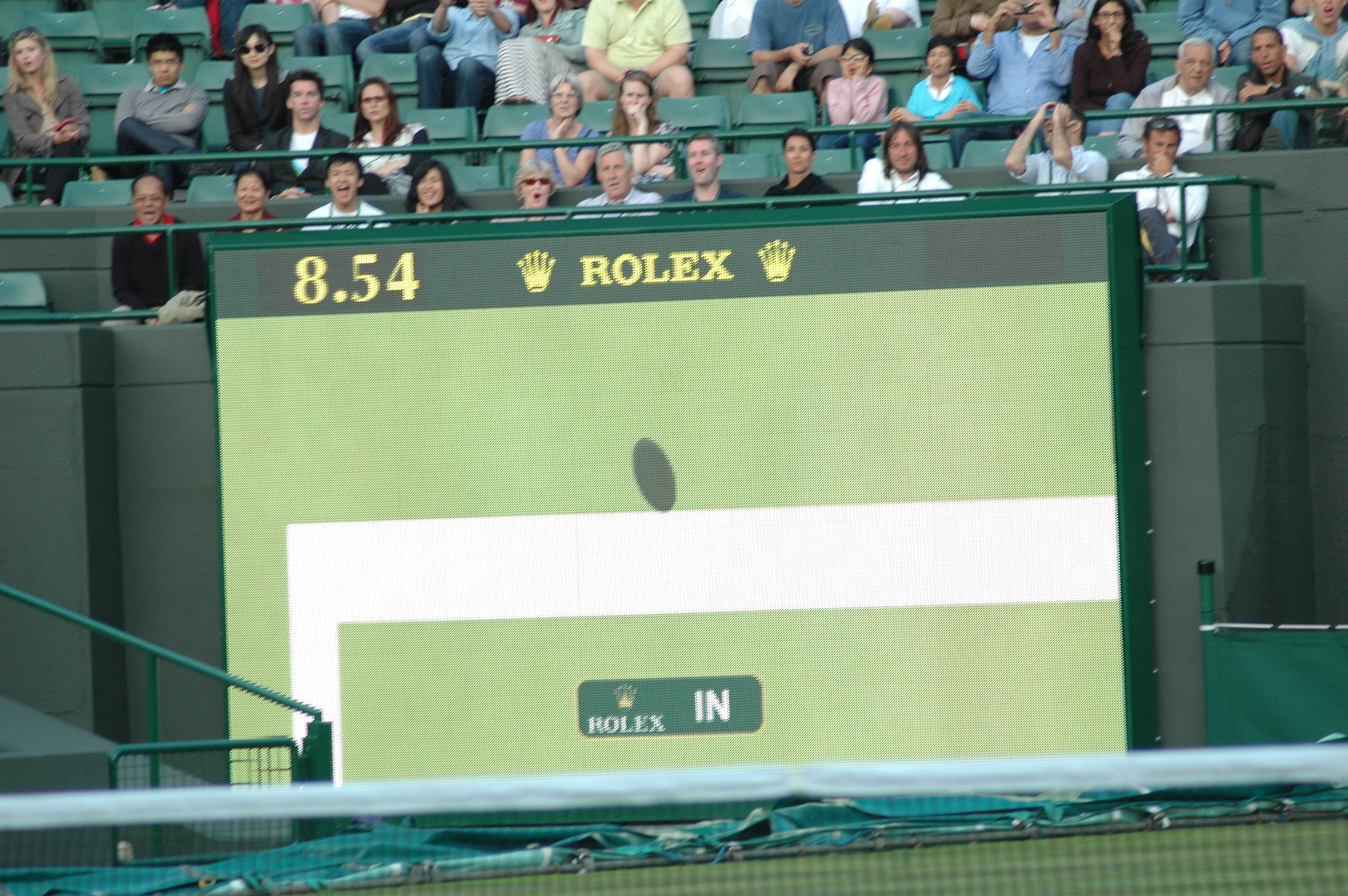
Grafické znázornění dopadu míče do dvorce ve Wimbledonu 2011

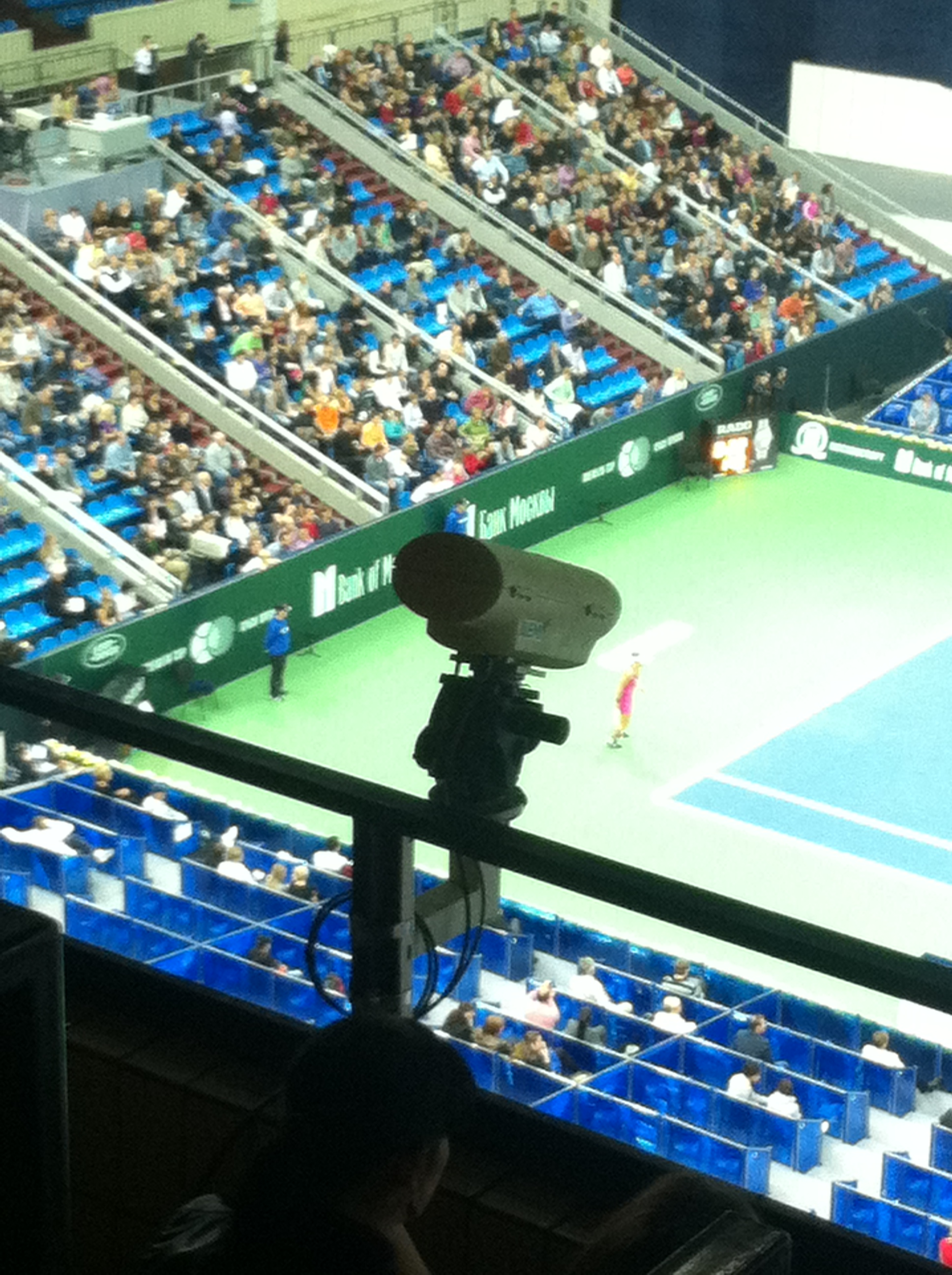
Kamera podílející se na tvorbě prostorového obrazu trajektorie letu a dopadu míče na Kremlin Cupu 2012

Jestřábí oko (anglicky: Hawk-Eye) je elektronický systém monitorující dopady míčů v tenise, kriketu, badmintonu, hurlingu, volejbalu, fotbalu, snookeru, rugby union a dalších sportech.

## Systém
Okolo hřiště je rozmístěno na předem určená místa v triangulárním systému (osy x,y,z) asi deset kamer (při tenise), jež snímají míče pod různými úhly. V rozmezí pěti sekund je obraz z kamer převeden do trojrozměrné grafiky. Výsledný obrazový záznam lze poté sledovat na obrazovce.

## Název
Pojmenování „jestřábí oko“ není přirovnáním k ostřížímu zraku dravce jestřába, ale je odvozeno od příjmení britského vynálezce Paula Hawkinse. Označení se úspěšně vžilo, protože se jedná o nomen omen vynálezce-vynález.

## Využití
Související informace naleznete v článkové sekci Elektronický čárový rozhodčí v tenise.
Poprvé bylo jestřábí oko nasazeno při kriketovém zápase mezi Anglií a Pákistánem 21. května 2001. Následně došlo k jeho úspěšnému testování při tenisových střetnutích. Jeho odchylka činí 3,6 mm, což je zhruba 5 % průměru tenisového míčku. Mezi další funkce patří měření rychlosti tenisových úderů, délka uběhnuté vzdálenosti hráče aj.
V tenisu zažilo zařízení premiéru na lednovém exhibičním turnaji ITF smíšených družstev Hopman Cupu 2006. Prvním profesionálním turnajem na okruzích ATP Tour a WTA Tour se pak stal březnový Miami Masters 2006, kde bylo jestřábí oko instalováno na centrálním dvorci areálu v Crandon Parku. První zápas v historii profesionálního tenisu v něm odehrála Jamea Jacksonová proti Ashley Harkleroadové, když zvítězila po více než třech hodinách. Jacksonová se stala první tenistkou, která si po 57 minutách hry vyžádala „challenge“, ovšem kontrola potvrdila verdikt rozhodčí. Během Miami Masters 2006 došlo celkem k 161 výzvám, z nichž 53 vedlo ke změně původního rozhodnutí. Téhož roku se použití rozšířilo na turnaje US Open Series, včetně prvního grandslamu na US Open 2006.
V září 2006 se pekingský China Open stal prvním profesionálním turnajem mimo Spojené státy, který využil jestřábí oko. V říjnu téhož roku na něj navázal moskevský Kremlin Cup 2006, jakožto první taková událost v Evropě. Na antukových dvorcích se zařízení nepoužívalo pro viditelnou stopu míče na povrchu kurtu. Pro snížení sporných momentů bylo jestřábí oko na antukovém turnaji okruhu ATP Tour poprvé použito během únorového Rio Open 2020. V témže měsíci jej mohly premiérově využít i tenistky v kvalifikačním kole Billie Jean King Cupu 2020/2021 mezi Nizozemskem a Běloruskem.

## Další
Paul Hawkins testoval jestřábí oko během fotbalových utkání ve spolupráci s Premier League, a to především na úrovní brankové čáry.